# Kurt Rudolph
Kurt Rudolph (* 3. April 1929 in Dresden; † 13. Mai 2020 in Düsseldorf) war ein deutscher Religionswissenschaftler, der sich insbesondere mit Gnosis und Manichäismus beschäftigte.

## Leben
Kurt Rudolphs Oberschulbesuch wurde durch den Zweiten Weltkrieg unterbrochen. Danach absolvierte er bis 1946 zunächst eine Lehre als Zimmermann; sein Abitur legte er 1948 ab. Danach begann er ein Studium der Religionsgeschichte, Evangelischen Theologie und Semitistik an der Universität Greifswald, ab 1950  an der Universität Leipzig. Schon während des Studiums war Rudolph von 1952 bis 1953 Hilfsassistent am Religionsgeschichtlichen Seminar, nach seinem theologischen Staatsexamen 1953 wurde er wissenschaftlicher Assistent am Religionsgeschichtlichen Institut der Philosophischen Fakultät der Universität Leipzig. Während dieser Zeit arbeitete er parallel an zwei Promotionen in Theologie und Religionsgeschichte. Seit 1954 war Rudolph Lehrbeauftragter für Religionsgeschichte. Die theologische Promotion erfolgte 1956 mit einer Arbeit zum Thema Die Mandäer I - Das Mandäerproblem, im April 1957 folgte die religionshistorische Promotion, die mit der Arbeit Die Mandäer II - Der Kult direkt auf der theologischen Dissertation aufbaute. Gutachter waren Johannes Leipoldt und Walter Baetke. 1960 wurde er wissenschaftlicher Oberassistent. Im Mai 1961 folgte die Habilitation in Religionsgeschichte und Vergleichender Religionswissenschaft mit einer Arbeit zum Thema Theogonie, Kosmogonie und Anthropogonie in den mandäischen Schriften. Eine literarkritische und traditionsgeschichtliche Untersuchung, Gutachter waren neben Leipoldt und Baetke Siegfried Morenz und Ernst Werner.
Im Juni 1961 wurde Rudolph Dozent für Religionsgeschichte und Vergleichende Religionswissenschaft, im September Professor mit Lehrauftrag an der Universität Leipzig. 1974 wurde er ordentliches Mitglied der Sächsischen Akademie der Wissenschaften. 1984 kehrte er von einer Reise in die USA nicht mehr in die DDR zurück, woraufhin ihm gekündigt und er aus der Sächsischen Akademie ausgeschlossen wurde. Zwischen 1984 und 1986 lehrte Rudolph als Gastprofessor an der University of Chicago und an der University of California, Santa Barbara. In Deutschland wurde Rudolph 1986 Professor an der Universität Marburg, bis er 1994 emeritiert wurde. 1991 wurde er wieder korrespondierendes Mitglied der Sächsischen Akademie. Nach seiner Emeritierung 1994 hat Kurt Rudolph Ehrendoktorwürden in Aarhus und Leipzig erhalten, zuvor wurde er schon 1983 Ehrendoktor an der University of St Andrews.
Während seines Wirkens an den Religionswissenschaftlichen Instituten der Universitäten in Leipzig, Chicago und Marburg hat er sich einen internationalen Ruf als Kenner der Gnosis und des Manichäismus erworben. Darüber hinaus haben ihn auch der Islam und methodische Fragen der Religionswissenschaft beschäftigt. Die bei Reclam in Leipzig erschienene Koran-Übersetzung von Max Henning bereicherte Kurt Rudoph mit Einleitung, Textdurchsicht, Anmerkungen und Register.
In der Religionswissenschaft ging es Rudolph vorrangig um die Begründung einer von der Theologie unabhängigen Religionsforschung. Rudolph betonte, Religionswissenschaft sei rationale Wissenschaft und daher einem methodischen Atheismus verpflichtet. Diese in der deutschsprachigen Religionswissenschaft anfänglich hart umkämpfte These, mit der sich Rudolph gegen die bis in die 1960er Jahre dominante Religionsphänomenologie wandte, ist inzwischen weitgehend Konsens.

## Schriften (Auswahl)
- Die Mandäer I – Das Mandäerproblem. Vandenhoeck & Ruprecht, Göttingen 1960, DNB 454219946.
- Die Mandäer II – Der Kult. Vandenhoeck & Ruprecht, Göttingen 1961, DNB 454219954.
- Die Religionsgeschichte an der Leipziger Universität und die Entwicklung der Religionswissenschaft. Ein Beitrag zur Wissenschaftsgeschichte und zum Problem der Religionswissenschaft. Akademie-Verlag, Berlin 1962.
- Theogonie, Kosmogonie und Anthropogonie in den mandäischen Schriften. Vandenhoeck & Ruprecht, Göttingen 1965, ISBN 3-525-53182-6 (Digitalisat).
- mit Martin Krause (Hrsg.): Koptische und mandäische Quellen (= Die Gnosis. Band 2). Artemis-Verlag, Zürich/Stuttgart 1971
  - = Koptische und mandäische Quellen (= Die Gnosis. Band 2). Artemis-Verlag, Zürich 1995, ISBN 3-7608-1106-X.
  - = Koptische und mandäische Quellen (= Die Gnosis. Band 2). Patmos, Düsseldorf 2007, ISBN 3-491-69146-X.
- Die Gnosis – Wesen und Geschichte einer spätantiken Religion. Koehler & Amelang, Leipzig / Vandenhoeck & Ruprecht, Göttingen 1977, ISBN 3-525-52154-5 (Digitalisat); 3. Auflage Vandenhoeck & Ruprecht, Göttingen 1990, ISBN 3-8252-1577-6.
- Gnosis und spätantike Religionsgeschichte. Brill, Leiden 1997, ISBN 90-04-10625-1 (gesammelte Aufsätze).